# Sisargas-Inseln
Die Sisargas-Inseln (galicisch: Illas Sisargas, spanisch: Islas Sisargas) sind ein kleiner Archipel unbewohnter Inseln vor dem Ort Malpica de Bergantiños an der Costa da Morte in der spanischen Autonomen Gemeinschaft Galicien.
Der etwa 750 m vor der Küste mit dem Cabo San Adrián liegende Archipel wird von den drei Inseln Sisarga Grande, Malante und Sisarga Chica gebildet sowie einer Reihe umgebender kleiner Inselchen wie Chalreu, Xoceiro und Atalaxeiro. Die Entfernung nach Malpica beträgt 1 km, die nach A Coruña 35 km.
Die Inseln sind meist felsig, Sisargas Grande hat viele Klippen, mit einer höchsten Erhebung von 92 m. Auf dieser Hauptinsel findet sich eine Anlegestelle und im Süden ein kleiner Strand.
Ein erster Leuchtturm wurde im Jahr 1853 errichtet und in der Antike soll es eine Art religiöser Befestigung gegeben haben, die durch normannische Angriffe zerstört wurde.
Es gibt eine reiche Vogelwelt. Vorhanden sind: Heringsmöwe, die Dreizehenmöwe, Sturmschwalben und Trottellummen. Daneben gibt es Kolonien von Krähenscharben, Alpenseglern, Steppenmöwen und Alpenkrähen.